# Thryallis laburnum
Thryallis laburnum là một loài thực vật có hoa trong họ Malpighiaceae. Loài này được S. Moore miêu tả khoa học đầu tiên năm 1895.